# Carlos Piernavieja
Carlos Piernavieja del Pozo (San Cristóbal de La Laguna, 5 marzo 1918 – Madrid, 9 ottobre 1989) è stato un cestista, pallamanista e nuotatore spagnolo.

## Carriera

### Pallacanestro
Con la Spagna conquistò la medaglia d'argento ai Giochi del Mediterraneo del 1951.